# BK Dalen
BK Dalen var en fotbollsförening från Mölndal i Mölndals kommun i Västergötland, bildad 1941 och upplöst 1985 genom sammanläggning med Krokslätts FF i Dalen/Krokslätts FF. Dalen hade olika hemmaplaner under sin existens: Kvarnbyvallen, Åbyvallen och Toltorpsdalen. Laget deltog i seriespel för första gången säsongen 1942/1943 och spelade som högst i femte högsta divisionen (1980-1983).

## Se vidare
- Dalen/Krokslätts FF (efterföljarklubb)